# Vlado Mirosevic
Vlado Mirosevic Verdugo (Arica, 23 de mayo de 1987) es un politólogo y político chileno. Es el fundador del Partido Liberal de Chile (PL). Desde marzo de 2014, se desempeña como diputado de la República, representando al distrito n°1 de la Región de Arica y Parinacota. Actualmente se encuentra en su tercer periodo legislativo consecutivo.
Entre el 7 de noviembre del 2022 y hasta el 24 de julio de 2023, desempeñó el cargo de presidente de la Cámara de Diputados y Diputadas de Chile.

## Biografía

### Familia y estudios
Nació el 23 de mayo de 1987 en Arica, hijo del ingeniero Luis Andrés Verdugo Jiménez y Nevenka Mirosevic Buned, Está casado y es padre de dos hijos.
Estudió en el Colegio Andino de Arica, y durante la educación media se desempeñó como dirigente estudiantil, llegando a ser presidente de la Federación de Estudiantes Secundarios de Arica y Parinacota (FESAP) durante 2003 y 2004.
Estudió ciencias políticas en la Universidad Central, y posteriormente realizó un magíster internacional en periodismo digital en la Universidad Mayor.

### Actividades profesionales

#### Investigaciones y libros
Ha publicado investigaciones para centros de estudios y organismos internacionales, como la Comisión Económica para América Latina (CEPAL), publicando documentos sobre políticas públicas de juventud y políticas sociales. Además es coautor del libro Donde está el relato del Instituto Democracia y Mercado. Además publicó en 2015 el libro Liberales Plebeyos donde defiende una posición liberal-igualitaria, rescata la historia de los liberales del siglo XIX y cuenta su primera experiencia en el Congreso. También publicó en 2017 con el Fondo de Cultura Económica (FCE) el libro Libres e Iguales: conversaciones con Agustín Squella. Además en 2022 publicó el libro "Cambio climático para principiantes" mostrando la preocupación por la emergencia climática.

#### Periodismo ciudadano
Desde 2006 hasta abril de 2008 fue director del diario digital El Morrocotudo de Arica, la primera experiencia de periodismo ciudadano en el mundo hispano parlante y luego se dedicó a la promoción del periodismo ciudadano en Chile, colaborado con el proceso de expansión de la Red de Diarios Ciudadanos de Chile (Mi Voz), grupo que se fundó con El Morrocotudo, y que ha creado diarios ciudadanos en 14 regiones del país.

#### Otras actividades
Preside la Fundación Contra el Abandono de Arica, organización sin fines de lucro donde ha liderado las campañas: “Devolución del IVA para Arica”, “Restauración del Edificio del Ferrocarril Arica- La Paz”, “Ariqueño: Compra en tu barrio” y “Nueva Ley de Puertos: Utilidades para Arica”.
Ha colaborado con columnas en los diarios La Tercera, El Mostrador y Radio Cooperativa.

## Trayectoria política

### Inicios
Formó parte del partido ChilePrimero, fundado en 2007 por Fernando Flores,  Esteban Valenzuela y Jorge Schaulsohn, junto a un grupo de disidentes de la Concertación.
A fines de 2008, demostró su intención de levantar una candidatura a diputado por Arica y Parinacota, la cual descartó en mayo de 2009.
En el año 2009, se inscribió como candidato por el distrito 19, que agrupa a Independencia y Recoleta, donde consiguió cerca del 5 % de los votos y no resultó elegido.En dicha ocasión integro la lista de derecha Coalición por el Cambio, que en ese entonces apoyaba a Sebastián Piñera.
El 16 de octubre de 2010 asumió como presidente de ChilePrimero durante su consejo nacional. Tras haber perdido la legalidad su partido ante el Servicio Electoral (Servel), la directiva de Mirosevic lo reinscribió en 2011 como Partido Liberal de Chile, nombre que adquirió oficialmente en enero de 2013, y con la cual el partido adquirió un sello liberal-igualitario. Fue su primer presidente del partido y, en 2015 logró el ingreso de su colectividad a la Internacional Liberal (IL).

### Diputado
En las elecciones parlamentarias de 2013 se presentó como candidato a diputado por el antiguo distrito n° 1, que integró las comunas de Arica, Camarones, General Lagos y Putre, representando al Partido Liberal y dentro del pacto «Si tú quieres, Chile cambia», por el periodo legislativo 2014-2018. Resultó elegido con un 21,25% de los votos, siendo el único parlamentario electo de su partido y de la coalición electoral que integraba. Asumió en el cargo el 11 de marzo de 2014. En la Cámara de Diputados fue integrante de las comisiones permanentes de Ética y Transparencia; Revisora de Cuentas; Zonas Extremas y Antártica Chilena; Gobierno Interior, Nacionalidad, Ciudadanía y Regionalización; Relaciones Exteriores, Asuntos Interparlamentarios e Integración Latinoamericana; y Régimen Interno, Administración y Reglamento. Asimismo, fue miembro de las comisiones investigadoras conjuntas de Penta y campañas electorales.
En las elecciones parlamentarias de 2017, fue reelecto como diputado en representación del reformado distrito n°1 de la Región de Arica y Parinacota, en la lista del Frente Amplio (FA), por el período 2018-2022. Obtuvo la primera mayoría del distrito con 24.273 votos, equivalentes al 34,09% del total de los sufragios válidamente emitidos.
En esta gestión, fue integrante de la Comisión de Relaciones Exteriores, Asuntos Interparlamentarios e Integración Latinoamericana, siendo su presidente desde el 14 de marzo y al 4 de septiembre de 2018, fecha en que formalizó su renuncia como una decisión de su partido "motivada por conflictos internos de su colación respecto a la mirada sobre la defensa de los derechos humanos y la democracia". Por otra parte, fue miembro de la Comisión de Zonas Extremas y Antártica Chilena; y Ética y Transparencia. A nivel partidista, formó parte del Comité parlamentario Mixto Liberal, Comunes e Independientes.
En agosto de 2021, presentó su candidatura a la reelección como diputado por el distrito n° 1 de la Región de Arica y Parinacota, en representación de su partido, bajo la lista «Nuevo Pacto Social», por el periodo 2022-2026. En las elecciones parlamentarias de noviembre de ese año, resultó elegido con la primera mayoría distrital, con 16.819 votos, correspondientes al 20,91% del total de los sufragios válidos.
Asumió el cargo el 11 de marzo de 2022, pasando a integrar las comisiones permanentes de Futuro, Ciencias, Tecnología, Conocimiento e Innovación; Relaciones Exteriores, Asuntos Interparlamentarios e Integración Latinoamericana; y Zonas Extremas y Antártica Chilena, de la cual es presidente. Forma parte del Comité Radical-Liberal-DC.

#### Trabajo legislativo
Durante su gestión parlamentaria en la Cámara de Diputados, ha presentado 48 proyectos de ley (mociones). El primero de ellos se refiere a un proyecto sobre la calidad del agua y que equipara los parámetros internacionales con la legislación chilena, de tal manera que el Ministerio de Salud deba regular la calidad del agua según estándares más exigentes, incluyendo otros elementos como el boro en la Norma Chilena de Calidad del Agua 409.
Además presentó junto a los diputados Giorgio Jackson y Gabriel Boric, el proyecto de ley para reducir al 50% la dieta parlamentaria junto con un límite ético para su establecimiento. Aquella propuesta no estuvo exenta de polémica, generando reacciones contrarias de parlamentarios en todas las bancadas.
En cuanto al financiamiento transparente de las campañas políticas, presentó junto a Jackson una indicación que fue aprobada en la Cámara de Diputados de Chile para eliminar los aportes reservados y así terminar con el secretismo en el financiamiento de la política. A su vez, también se aprobó la indicación de ambos diputados, que prohíbe la donación de empresas o personas jurídicas a las campañas políticas permitiendo solo el aporte de personas naturales.[cita requerida]
Durante su gestión se generó una polémica ya que presentó un proyecto de acuerdo para establecer la preferencia por parte de los organismos del Estado del uso de software libre, en caso contrario, las instituciones deberán fundamentar sus razones de la utilización de software propietario. Lo anterior, para lograr reducir los altos costos que el Estado destina en la compra de patentes de software cerrado y para promover la filosofía del software libre. Dicho proyecto fue bloqueado por otro, presentado por el diputado Daniel Farcas, a petición de grupos de lobby de Microsoft.
Paralelamente, denunció públicamente el lobby en un amplio reportaje en la revista Sábado del diario El Mercurio que detalla su vida y sus primeros meses en el Congreso. Posteriormente, en agosto del 2016 Mirosevic volvió a denunciar al diputado Daniel Farcas, esta vez por agredirlo físicamente en el hemiciclo durante una sesión de la Cámara de Diputados.

##### Visión sobre la eutanasia
Ha sido uno de los principales promotores de que la eutanasia se legalice en Chile, proyecto que permanecía en vado desde el año 2014. Debido a numerosos casos de menores de edad que padecían enfermedades incurables y en fase terminal, Mirosevic declaró en febrero de 2018 que iba a convocar todas las fuerzas políticas del Congreso a re-impulsar el proyecto que legalice la eutanasia, estableciendo que las dogmas no podían convertir a Chile en un país indolente. Mirosevic plantea de que la ley tiene altas posibilidades de aprobarse, dado a la renovación del Congreso Nacional, cuyos parlamentarios habían asumido en marzo de 2018, y abogaba que tanto la eutanasia como otras leyes, brinden mayores libertades individuales y derechos civiles. Afirma que la eutanasia debe de aplicarse cuando el individuo padezca una enfermedad terminal o cuyo nivel de sufrimiento es altísimo, por lo que la ley se aplicaría bajo esas dos causales. Con el paso de los meses, la eutanasia ha recibido un gran respaldo por los partidos del Frente Amplio, el Partido por la Democracia, el Partido Socialista, el Partido Radical, y que ha generado opiniones divididas dentro de Chile Vamos, quienes estos últimos consideran el tema como debatible, pero que no es prioritario ante el programa de gobierno de la segunda administración del presidente Sebastián Piñera.

#### Labor cultural
Al asumir como diputado, en marzo del 2014, transformó su oficina parlamentaria en un centro cultural en Arica, denominado «Casa del Regionalismo». Durante su gestión ha creado bibliotecas de uso público, abriendo su biblioteca personal a la ciudadanía. Partió con mil títulos y hoy tiene cerca de 3800, además de una versión móvil en una combi que recorre Arica prestando libros gratuitamente.
La Biblioteca lleva el nombre de Gastón Herrera, en homenaje a un destacado actor ariqueño, declarado Hijo Ilustre de la nortina ciudad. En el evento de inauguración de la biblioteca, en abril de 2013, Herrera recibió además de parte de Mirosevic la medalla "Congreso Nacional", en reconocimiento a trayectoria artística. Además ha creando galerías de arte para promover y abrir espacios a los artistas en las regiones.

## Pensamiento
Su pensamiento político se inspira en un liberalismo de corte igualitario y de vocación federalista. Reconocido por él como "un liberalismo plebeyo y de provincia". Se sitúa en la centro-izquierda, aunque laica y reformista, e intenta marcar la diferencia con otros partidos de centro confesionales y conservadores.[cita requerida]
Parte de su pensamiento lo dejó plasmado en su libro Liberales Plebeyos (2015) donde expone su primera experiencia en el Congreso Nacional y fija posiciones en torno a la reforma educacional, reforma tributaria, la descentralización, el financiamiento de la política, la redacción de una nueva Constitución Política, la despenalización del aborto y la marihuana, entre otras.
En junio de 2014, siendo presidente del Partido Liberal aseguró: «Lo que nosotros queremos hacer es revivir este liberalismo auténtico del siglo 19, con un sello juvenil, moderno, un liberalismo cultural que hace mucho sentido, sobre todo en estos tiempos».
En el libro Libres e Iguales: conversaciones con Agustín Squella (2017), profundiza —junto al Premio Nacional de Ciencias Sociales— sobre cómo debería ser una nueva Constitución liberal, la idea de universidad, la cultura en una sociedad democrática, los derechos civiles y el Estado laico, la democracia sin apellidos, la libre competencia, entre otros.
En 2021 publica el libro "Cambio Climático para principiantes. Guía básica sobre causas y efectos de la emergencia climática", donde ahonda en causas y efectos de la emergencia climática.

## Reconocimientos
En 2005 fue nombrado como uno de los «50 Líderes Jóvenes de Chile» por el diario El Mercurio y la Universidad Adolfo Ibáñez (UAI).

## Historial electoral
| Año  | Tipo                        | Territorio    | Pacto                       | Partido | Votos  | %     | Resultado |
| ---- | --------------------------- | ------------- | --------------------------- | ------- | ------ | ----- | --------- |
| 2009 | Parlamentarias (a Diputado) | 19.º distrito | Coalición por el Cambio     | CH1     | 5148   | 5.02  | no electo |
| 2013 | Parlamentarias              | 1.º distrito  | Si tú quieres, Chile cambia | PL      | 14 237 | 21.25 | Diputado  |
| 2017 | Parlamentarias              | 1.º distrito  | Frente Amplio               | PL      | 24 172 | 34.1  | Diputado  |
| 2021 | Parlamentarias              | 1.º distrito  | Nuevo Pacto Social          | PL      | 16 819 | 20.90 | Diputado  |